# Stanislav Kocourek
Stanislav Kocourek (12. června 1921, Praha – 14. září 1992) byl český fotbalový obránce, reprezentant Československa. Jeho syn Stanislav Kocourek hrál také za Slavii a je fotbalovým trenérem.

## Sportovní kariéra
Narodil se v Praze, ale záhy se jeho rodiče přestěhovali do Ivanovic na Hané, kde také poprvé kopnu do míče. Bylo mu deset let a již v patnácti hrál za první mužstvo na levé spojce. V roce 1939 začal hrát za HSK Vyškov opět na levé spojce. Na jaře 1941 přešel do SK Letná Zlín kde ho jednou trenér Šubrt postavil do obrany a už tam zůstal, neboť měl všechny přednosti obránce: rychlost, rozhled a nebojácnost. Když pak byl na podzim 1941 přenechán konkurenčnímu SK Baťa Zlín byl z něj již hotový obránce. Tam také s Miloslavem Novákem utvořil jednu z nejlepších obran na Moravě.
Byl malé postavy a připomínal spíše vzpěrače než fotbalistu. Byl však velice rychlý a měl bleskové reakce. V lize odehrál 228 utkání a dal 2 góly. Hrál za Baťu Zlín (1941–1946) a Slavii Praha (1946–1956), s níž získal jeden titul mistra republiky (1947). Za československou reprezentaci odehrál v letech 1946–1949 dvanáct zápasů. Debutoval proti Jugoslávii a končil proti Bulharsku. Třikrát startoval v reprezentačním B-mužstvu.

## Ligová bilance
| Ročník                                | Zápasy | Góly | Klub                |
| ------------------------------------- | ------ | ---- | ------------------- |
| Národní liga 1941/42                  | 21     | 0    | SK Baťa Zlín        |
| Národní liga 1942/43                  | 22     | 0    | SK Baťa Zlín        |
| Národní liga 1943/44                  | 26     | 0    | SK Baťa Zlín        |
| Státní liga 1945/46                   | 18     | 0    | SK Baťa Zlín        |
| Státní liga 1945/46                   | 2      | 0    | SK Slavia Praha     |
| Státní liga 1946/47                   | 26     | 0    | SK Slavia Praha     |
| Státní liga 1947/48                   | 17     | 0    | Dynamo Slavia Praha |
| Státní liga 1948                      | 13     | 0    | Dynamo Slavia Praha |
| Přebor československé republiky 1953  | 12     | 0    | Dynamo Praha        |
| Přebor československé republiky 1954  | 22     | 1    | Dynamo Praha        |
| Přebor československé republiky 1955  | 22     | 0    | Dynamo Praha        |
| 1. československá fotbalová liga 1956 | 20     | 0    | Dynamo Praha        |
| CELKEM                                | 221    | 1    |                     |